# Sídney
Sídney (en inglés, Sydney ;[sɪdni]ⓘ) es la ciudad más grande y poblada de Australia y Oceanía. En junio de 2020, la población metropolitana estimada de Sídney era de 5 361 466 habitantes. Es la capital del estado de Nueva Gales del Sur y fue el asentamiento de la primera colonia británica en Australia. Fue fundada en 1788 en la cala de Sídney por Arthur Phillip, almirante de la Primera Flota de Gran Bretaña, y es la ciudad más antigua del país.
Está situada al sureste de Australia, a orillas de la amplia bahía de Sídney (Puerto Jackson). En la ciudad destaca la Casa de la Ópera, el puente de la bahía de Sídney, o Harbour Bridge, y sus playas. El área metropolitana está rodeada de parques nacionales que contienen bahías y ríos. La ciudad ha acogido eventos internacionales deportivos como los Juegos de la Mancomunidad de 1938, los Juegos Olímpicos de Sídney 2000 y la final de la Copa Mundial de Rugby de 2003, entre otros. Sídney es catalogada como una de las 15 ciudades más visitadas del mundo, con millones de turistas viniendo cada año a ver atracciones como el jardín botánico, el puerto de la ciudad, el parque nacional Real, la Casa de la Ópera, etc.

## Descripción
Sídney es una de las ciudades más cosmopolita del mundo, principal destino para inmigrantes de Australia. De acuerdo con un estudio de Mercer sobre el costo de vida, en 2017 la ciudad fue catalogada como la segunda ciudad más cara del mundo en precios de vivienda después de Hong Kong y como la tercera ciudad del mundo más cara para comprar el tiquete mensual de transporte público solo por debajo de Londres y Dublín. A pesar de esto, la ciudad es catalogada como una de las ciudades con mejores estándares de calidad de vida del mundo. Sídney lidera la lista de las 10 ciudades con mejor calidad de vida del mundo, en otro estudio realizado por la misma empresa junto con la revista The Economist. De igual forma, la ciudad fue designada en 2016 según un estudio como la ciudad con la mejor reputación en el mundo para vivir, estudiar e invertir, seguida por Viena en Austria.

## Toponimia
La ciudad fue fundada en 1788, y toma su nombre de Thomas Townshend, lord Sydney, en aquel entonces ministro del Interior británico.

### El nombre en español
Las academias de la lengua española, en su Diccionario Panhispánico de Dudas (que tiene carácter normativo), lo consideran un topónimo adaptado y por tanto en español debe escribirse Sídney, de acuerdo con las normas ortográficas. Los residentes de Sídney son llamados Sydneysiders en inglés. No obstante, no existe gentilicio en español por lo que se les refiere simplemente como habitantes o naturales de Sídney según corresponda, aunque la Fundéu BBVA recomienda «sidneyés».

## Historia
En 1788, cuando llegó la primera flota de convictos traídos desde Gran Bretaña, se estima que menos de 8000 aborígenes habitaban las regiones aledañas a la ciudad actual. Arthur Phillip fundó una colonia penitenciaria en la cala de Sídney, una ensenada en la costa sur de Puerto Jackson (bahía de Sídney). En abril de 1789, un aparente brote de viruela acabó con la vida de la mayoría de los aborígenes. Además de la viruela, una serie de enfrentamientos violentos entre los colonos y la población original acabó con más aborígenes, quedando pocos cientos de ellos para 1820. El entonces gobernador de Australia, Lachlan Macquarie, decidió «civilizarlos, cristianizarlos y educarlos», y los separó de sus clanes. La era de Macquarie fue de gran desarrollo, y los convictos construyeron caminos, puentes y edificios públicos. La llegada de inmigrantes de las islas británicas entre 1830 y 1850 motivó la aparición de casas en las afueras, y la ciudad se expandió rápidamente.
El 20 de julio de 1842, Sídney fue declarada una ciudad, la primera de Australia, siendo Charles Haddon Chambers el primer alcalde. La fiebre del oro de 1851 atrajo a muchos más inmigrantes a Australia, siendo Sídney para la mayoría su primer punto de llegada.
La llegada de la Revolución Industrial significó la industrialización de la ciudad, que para inicios del siglo XX sobrepasó el millón de habitantes. Aunque la Gran Depresión afectó a Sídney, esto no impidió que se terminara de construir el puente de la bahía en 1932.
En las últimas décadas, Sídney poco a poco se ha convertido en una ciudad cosmopolita debido a la llegada de inmigrantes de varias partes del mundo, sobre todo asiáticos y árabes.

## Geografía

### Topografía
El área urbana de Sídney se encuentra en una cuenca costera, que es bañada y bordeada por el océano Pacífico al este, las Montañas Azules al oeste, el río Hawkesbury al norte y el parque nacional Real al sur. Se emplaza en una costa subemergente, donde el nivel del océano ha aumentado hasta inundar los valles de los ríos profundos (formando una ría) y tallando en la arenisca de hawkesbury. El Puerto Jackson, más conocido como la bahía de Sídney, es una de esas rías y es el mayor puerto natural del mundo.

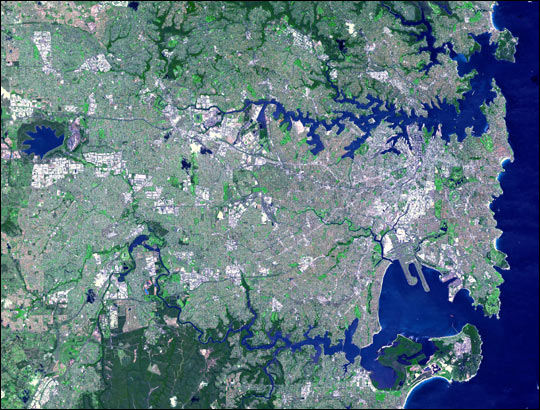
Imagen satelital de Sídney y su área metropolitana

La zona de Sídney no suele verse afectada por terremotos importantes. El área urbana tiene alrededor de 70 puertos y playas, incluyendo la famosa Bondi Beach. El área urbana de Sídney cubría 1687 km² en 2001. La División Estadística de Sídney (Sydney Statistical Division), usada para datos del censo, es el área metropolitana no oficial y cubre 12 145 km². Esta área incluye Central Coast, las Montañas Azules y parques nacionales, así como otras tierras no urbanizadas. Esto hace que Sídney sea la tercera aglomeración urbana más extensa del mundo (aunque únicamente con una población de unos 3 millones), detrás de Brasilia (14 400 km²) y Tokio (13 500 km²).

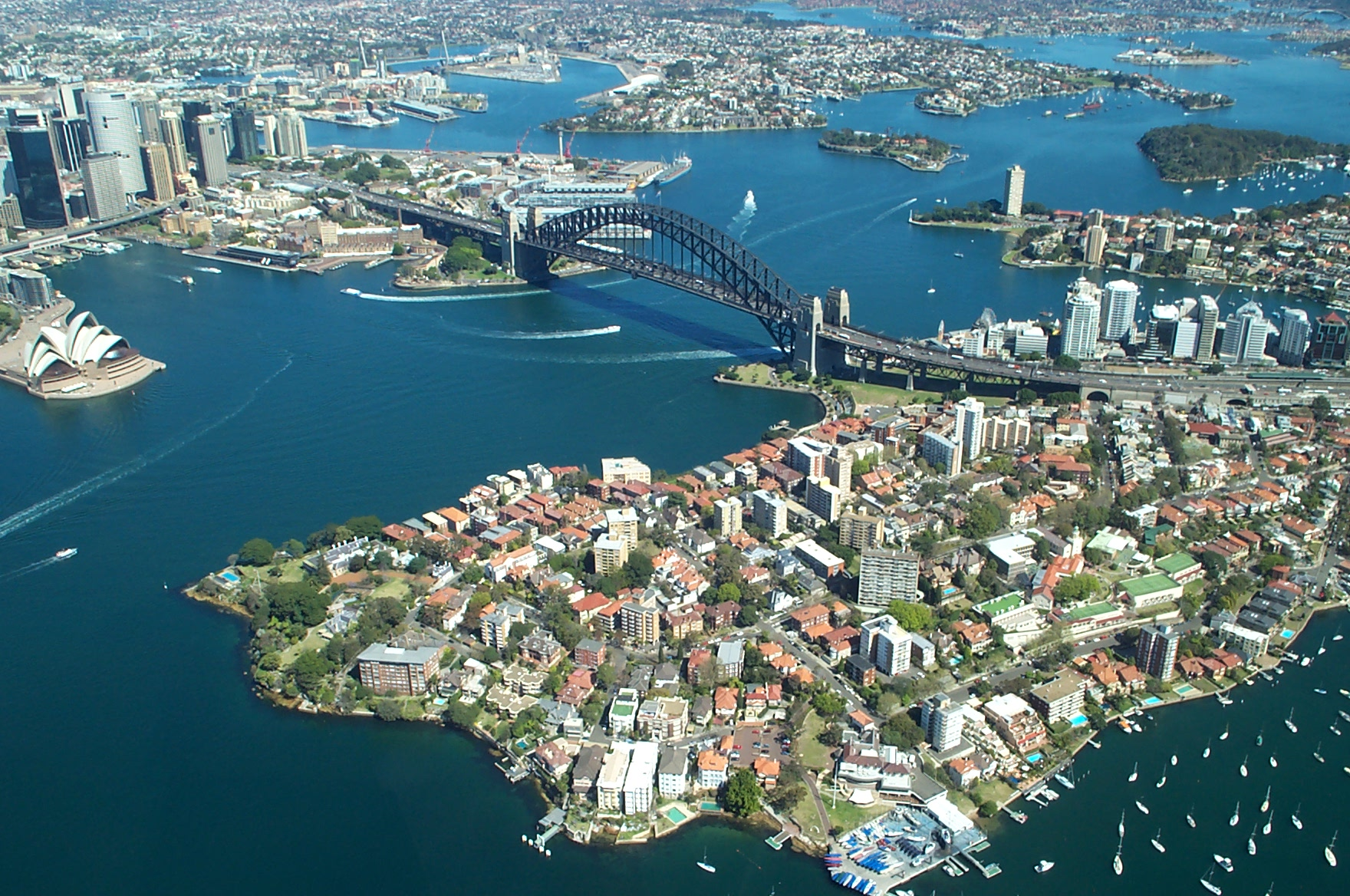
Vista aérea de parte de la ciudad, con el Puente de la bahía de Sídney y la Ópera de Sídney a la izquierda

Geográficamente, Sídney se encuentra entre dos regiones: la llanura de Cumberland, una vasta región que se extiende al sur y oeste del puerto, y la meseta de Hornsby, una meseta arenisca que se extiende principalmente al norte del puerto. Las partes de la ciudad con el antiguo desarrollo europeo están situadas en el plano de las zonas sur del puerto. El «North Shore» —el norte del área metropolitana de Sídney— experimentó un desarrollo más lento por su topografía caracterizada por la presencia de colinas y su falta de acceso al otro lado del puerto. El Puente de la bahía de Sídney fue inaugurado en 1932 y desde entonces conecta el «North Shore» con el resto de la ciudad.

### Clima

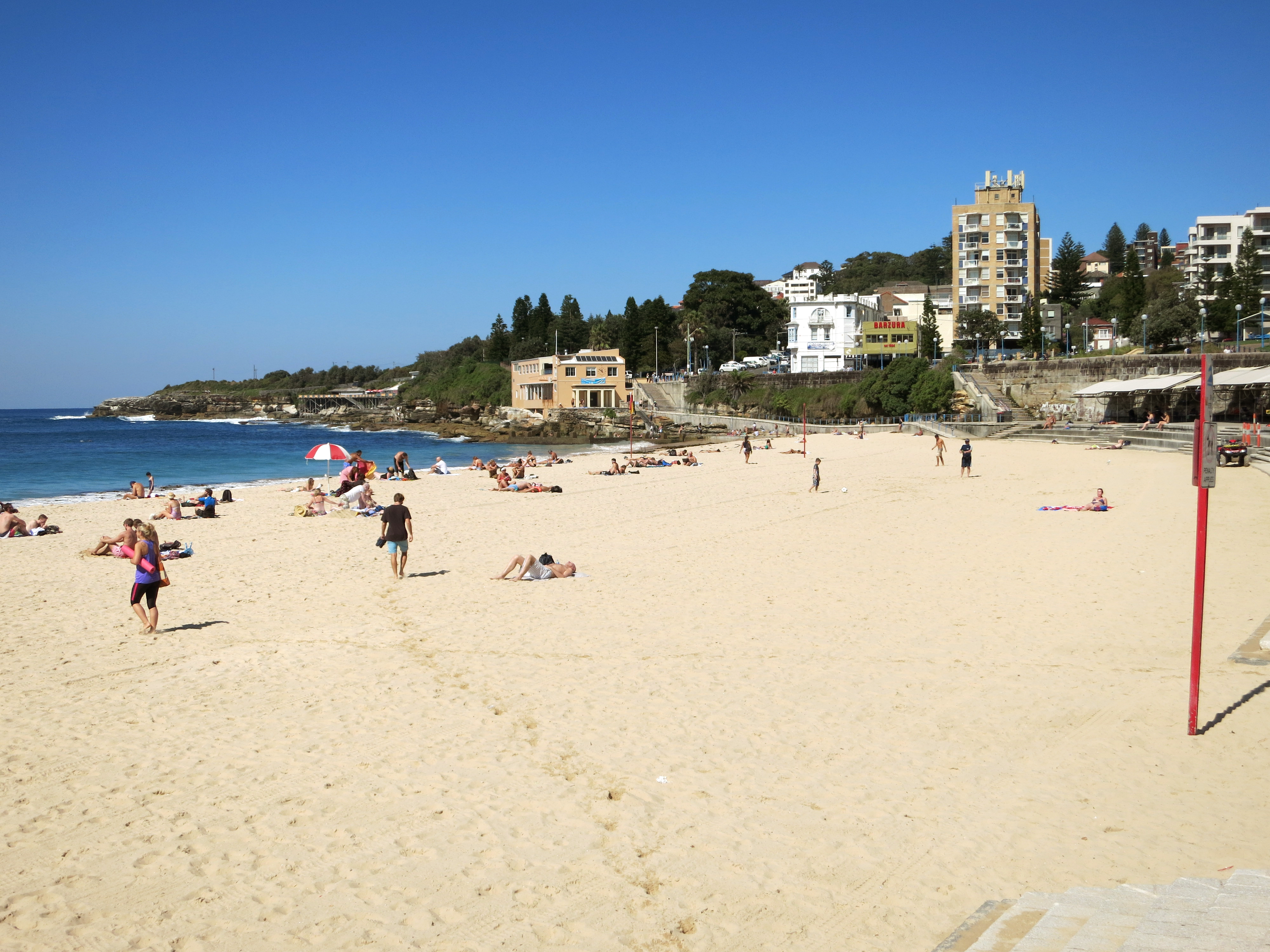
Playa de Coogee o "Coogee Beach".

Sídney tiene un clima subtropical húmedo con veranos suaves e inviernos algo fríos, con pocas precipitaciones. El clima es moderado por la proximidad al mar, y las temperaturas más extremas se registran en los suburbios occidentales interiores. El mes más caluroso es enero, con una temperatura media de 23 °C, según datos de 1981-2010. Hay un promedio de hasta 65 días al año con temperaturas superiores a 30 º, en algunas partes del área metropolitana; en tanto en otras, un promedio de 14,6 días al año con temperaturas de más de 30 °C. La temperatura máxima registrada fue de 45,8 °C el 18 de enero de 2013, durante una intensa ola de calor que sacudió a toda Australia. El invierno es de templado a frío, con temperaturas que rara vez caen por debajo de 0 °C en las zonas costeras. El mes más frío es julio, con una media de 13 °C. La mínima más baja registrada en el Observatorio fue de -3,1 °C. Las precipitaciones están bastante divididas entre el verano y el invierno, pero es ligeramente superior durante el primer semestre del año, cuando dominan los vientos del este. El promedio anual de precipitaciones, de moderada a baja variabilidad, es de 1577 mm, en un promedio de 258 días al año. La última nevada en la zona de la ciudad de Sídney tuvo lugar en 1836. Sin embargo, en julio de 2008 una caída de nieve laminada, suave o granizo, equivocada por muchos de nieve, planteó la posibilidad de que la caída en 1836 no fuese realmente nieve.

Playa Bondi, al este de Sídney. El clima agradable de Sídney en verano hace muy populares sus playas.

La ciudad no se ha visto afectada por ciclones. El fenómeno de la oscilación sureña de El Niño juega un papel importante en la determinación de los patrones climáticos de Sídney: la sequía y la quema de arbustos por un lado, y las tormentas y las inundaciones por el otro, asociado con las fases contrarias de la oscilación. Muchas zonas de matorrales que bordean la ciudad han experimentado incendios, especialmente entre 1994 y 2001-2002. Estos tienden a ocurrir durante la primavera y el verano. La ciudad también es propensa a fuertes tormentas de granizo y tormentas de viento. Una de estas fue la tormenta de granizo de 1999, muy dañina para Sídney y sus suburbios orientales. La tormenta de granizo, producida en masa de al menos 9 cm de diámetro, dejó pérdidas de 1,7 mil millones de dólares australianos en menos de cinco horas. La ciudad también es propensa a inundaciones repentinas de enormes cantidades de lluvia. El caso más notable ocurrió con las grandes inundaciones de Sídney que se produjeron el 6 de agosto de 1986 y que dejaron en la ciudad 357,6 mm de agua en 24 horas. Esto provocó importantes problemas de tráfico y daños en muchas partes del área metropolitana.
La Oficina de Meteorología informó que de 2002 a 2005 se experimentaron los veranos más calurosos en Sídney desde que los registros comenzaran en 1859. 2005 tuvo un promedio diario de máximas de 18,35 °C; 2004 de 18,39 °C; 2003 de 17,65 °C; y 2002 de 17,91 °C. El promedio máximo diario entre 1859 y 2004 fue de 16,6 °C. Para los primeros nueve meses de 2006 la temperatura media fue 13,41 °C. Desde noviembre de 2003, se han producido solo dos meses en los que el promedio máximo diario es inferior a la media: de marzo de 2005 —alrededor de 1 °C por debajo de la media— y de junio de 2006 —0,7 °C por debajo de la media—. Por su parte, el verano de 2007-2008 demostró ser uno de los mejores de la historia. La Oficina de Meteorología informó que fue el verano más frío en 11 años, el verano más húmedo de los últimos seis años y uno de tres veranos en la historia donde no se superan los 26 °C de máxima.
| Parámetros climáticos promedio de Sídney | Parámetros climáticos promedio de Sídney | Parámetros climáticos promedio de Sídney | Parámetros climáticos promedio de Sídney | Parámetros climáticos promedio de Sídney | Parámetros climáticos promedio de Sídney | Parámetros climáticos promedio de Sídney | Parámetros climáticos promedio de Sídney | Parámetros climáticos promedio de Sídney | Parámetros climáticos promedio de Sídney | Parámetros climáticos promedio de Sídney | Parámetros climáticos promedio de Sídney | Parámetros climáticos promedio de Sídney | Parámetros climáticos promedio de Sídney |
| Mes                                      | Ene.                                     | Feb.                                     | Mar.                                     | Abr.                                     | May.                                     | Jun.                                     | Jul.                                     | Ago.                                     | Sep.                                     | Oct.                                     | Nov.                                     | Dic.                                     | Anual                                    |
| ---------------------------------------- | ---------------------------------------- | ---------------------------------------- | ---------------------------------------- | ---------------------------------------- | ---------------------------------------- | ---------------------------------------- | ---------------------------------------- | ---------------------------------------- | ---------------------------------------- | ---------------------------------------- | ---------------------------------------- | ---------------------------------------- | ---------------------------------------- |
| Temp. máx. abs. (°C)                     | 45.8                                     | 42.6                                     | 41.2                                     | 35.7                                     | 30.0                                     | 26.8                                     | 26.7                                     | 31.1                                     | 35.6                                     | 39.1                                     | 43.4                                     | 43.2                                     | 45.8                                     |
| Temp. máx. media (°C)                    | 26.5                                     | 26.5                                     | 25.3                                     | 22.9                                     | 19.4                                     | 16.9                                     | 16.3                                     | 17.8                                     | 20.0                                     | 22.1                                     | 23.6                                     | 25.7                                     | 21.9                                     |
| Temp. media (°C)                         | 22.3                                     | 22.3                                     | 21.2                                     | 18.6                                     | 15.6                                     | 13.2                                     | 12.2                                     | 13.4                                     | 15.6                                     | 17.9                                     | 19.6                                     | 21.4                                     | 17.8                                     |
| Temp. mín. media (°C)                    | 18.7                                     | 18.8                                     | 17.5                                     | 14.3                                     | 11.0                                     | 8.7                                      | 7.2                                      | 8.2                                      | 10.5                                     | 13.3                                     | 15.5                                     | 17.5                                     | 13.4                                     |
| Temp. mín. abs. (°C)                     | 9.7                                      | 11.2                                     | 7.4                                      | 6.1                                      | 3.0                                      | 1.0                                      | -0.1                                     | 1.2                                      | 2.3                                      | 4.8                                      | 5.9                                      | 8.2                                      | -0.1                                     |
| Lluvias (mm)                             | 101.5                                    | 118.1                                    | 129.3                                    | 126.3                                    | 121.2                                    | 130.5                                    | 98.6                                     | 80.6                                     | 68.9                                     | 77.4                                     | 83.8                                     | 77.9                                     | 1214.1                                   |
| Días de lluvias (≥ 1 mm)                 | 12.3                                     | 12.9                                     | 13.3                                     | 11.1                                     | 12.2                                     | 10.5                                     | 10.2                                     | 8.4                                      | 8.8                                      | 11.1                                     | 12.7                                     | 11.2                                     | 134.7                                    |
| Horas de sol                             | 235.6                                    | 202.4                                    | 213.9                                    | 207.0                                    | 195.3                                    | 177.0                                    | 204.6                                    | 244.9                                    | 237.0                                    | 244.9                                    | 228.0                                    | 244.9                                    | 2635.5                                   |
| Humedad relativa (%)                     | 60                                       | 63                                       | 61                                       | 59                                       | 58                                       | 57                                       | 52                                       | 49                                       | 51                                       | 54                                       | 56                                       | 58                                       | 56.5                                     |
| Fuente: Bureau of Meteorology            |                                          |                                          |                                          |                                          |                                          |                                          |                                          |                                          |                                          |                                          |                                          |                                          |                                          |
| Fuente n.º 2: Weatherbase; MSN.com       |                                          |                                          |                                          |                                          |                                          |                                          |                                          |                                          |                                          |                                          |                                          |                                          |                                          |

### Riesgo de terremoto
A diferencia del resto de otras ciudades del mundo, Sídney no está posicionada a lo largo de una falla tectónica. La actividad sísmica del país es el resultado de la presión de placas tectónicas que se encuentran lejos del continente, lo que significa que de manera literal cualquier parte de Australia está bajo una amenaza potencial y que los temblores en este país son extremadamente difíciles de predecir.
Afortunadamente, la mayoría de los terremotos de Australia, incluidos los diez que se produjeron en 2008 de una magnitud superior a 4,0, se han desencadenado en el desolado centro del país, causando daños mínimos. Pero la impredecibilidad de las sacudidas sísmicas ha conducido a una falsa sensación de seguridad -los materiales de construcción en ciudades importantes como Sídney están viejos y corroídos y son vulnerables, como puso en evidencia un terremoto relativamente menor de magnitud 5,5 en 1989 en Newcastle que causó daños por más de 1400 millones de dólares (unos 1000 millones de euros). Un temblor cerca de Sídney, que tiene una población 15 veces superior a Newcastle, resultaría mucho más mortífero.

## Urbanismo
El distrito financiero central (CBD) de Sídney se extiende hacia el sur tres kilómetros desde la cala de Sídney hasta el área de la estación central. El CBD de Sídney está rodeado al este por una cadena de zonas verdes y al oeste por el puerto de Darling, una zona turística y de animada vida nocturna.

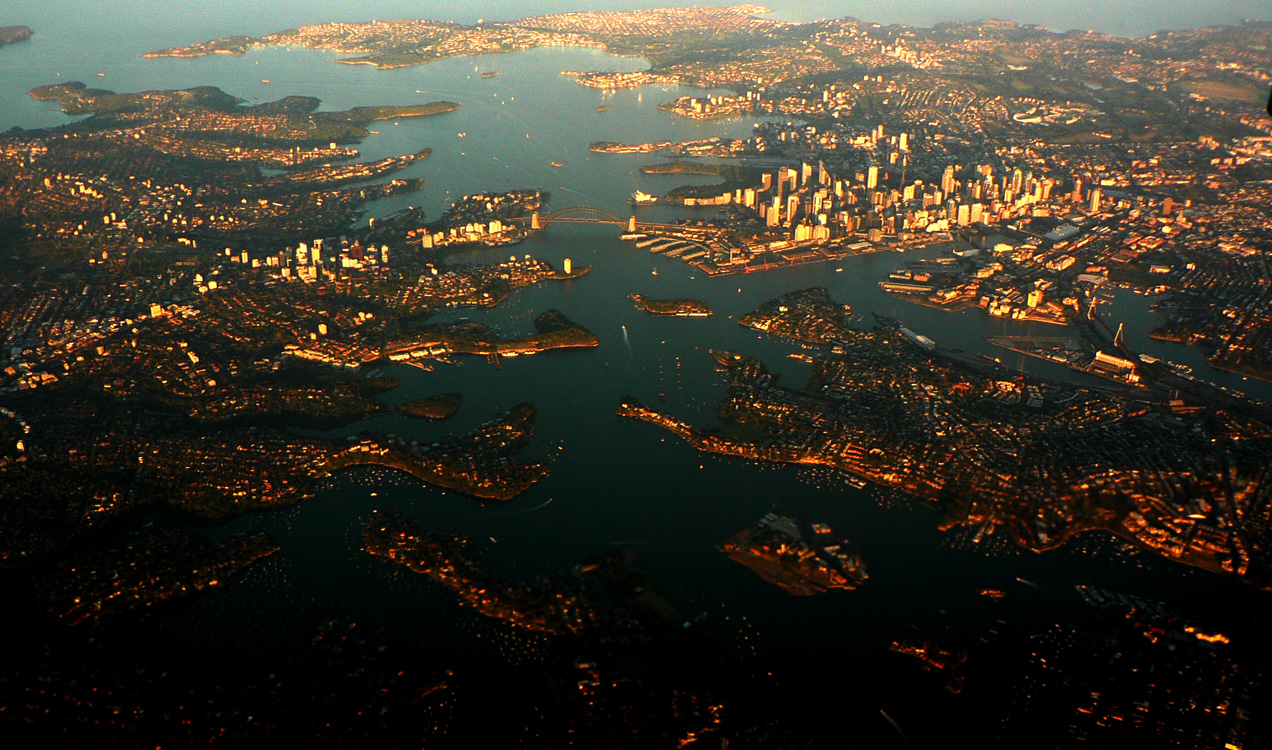
Sídney desde el aire

Aunque el CBD domina la vida cultural y financiera de la ciudad hoy en día, otros distritos han experimentado un gran desarrollo de manera radial desde la Segunda Guerra Mundial. Junto con el distrito comercial de North Sydney, unido al CBD por Harbour Bridge, el distrito exterior más significativo es Parramatta en el centro-oeste, así como Penrith en el oeste, Bondi Junction en el este, Liverpool en el suroeste, Chatswood al norte y Hurtsville al sur. El skyline de Sídney ha sido incluido entre los mejores de Australia y ocupa el 25.º lugar a nivel mundial —por delante de ciudades como Los Ángeles (California) o São Paulo—.
La extensa área cubierta por la ciudad de Sídney queda dividida en 642 suburbios —por razones postales y de dirección— y administrada por 40 áreas de gobierno local. No hay un único gobierno en la ciudad, pero el Gobierno de Nueva Gales del Sur y sus organismos tienen amplias responsabilidades en la prestación de los servicios metropolitanos. La Ciudad de Sídney cubre una pequeña superficie que comprende el CBD y sus suburbios centrales vecinos. Además, las descripciones regionales son usadas de manera informal para describir convenientemente las grandes secciones del área urbana. Estas incluyen los suburbios del Este, Hills District, Inner West, Canterbury-Bankstown, las playas del norte, los suburbios del norte, North Shore, St. George, Southern Sydney, South-eastern Sydney, South-western Sydney, Sutherland Shire y Western Sydney. Sin embargo, muchos suburbios no son convenientemente cubiertos por ninguna de estas categorías.

## Demografía
Los habitantes de Sídney son llamados sydneysiders.[cita requerida] La mayoría de los sydneysiders tiene antepasados británicos e irlandeses, aunque también italianos, griegos y de países asiáticos. El censo de 2006 estableció que la ciudad de Sídney contaba con 4 119 190 habitantes en la división estadística de Sídney, de los cuales 3 641 422 vivían en el área urbana de la ciudad. El centro de la urbe es la zona más densamente poblada de Australia con 4023 personas por kilómetro cuadrado. La «división estadística» es mayor en área que el área urbana.

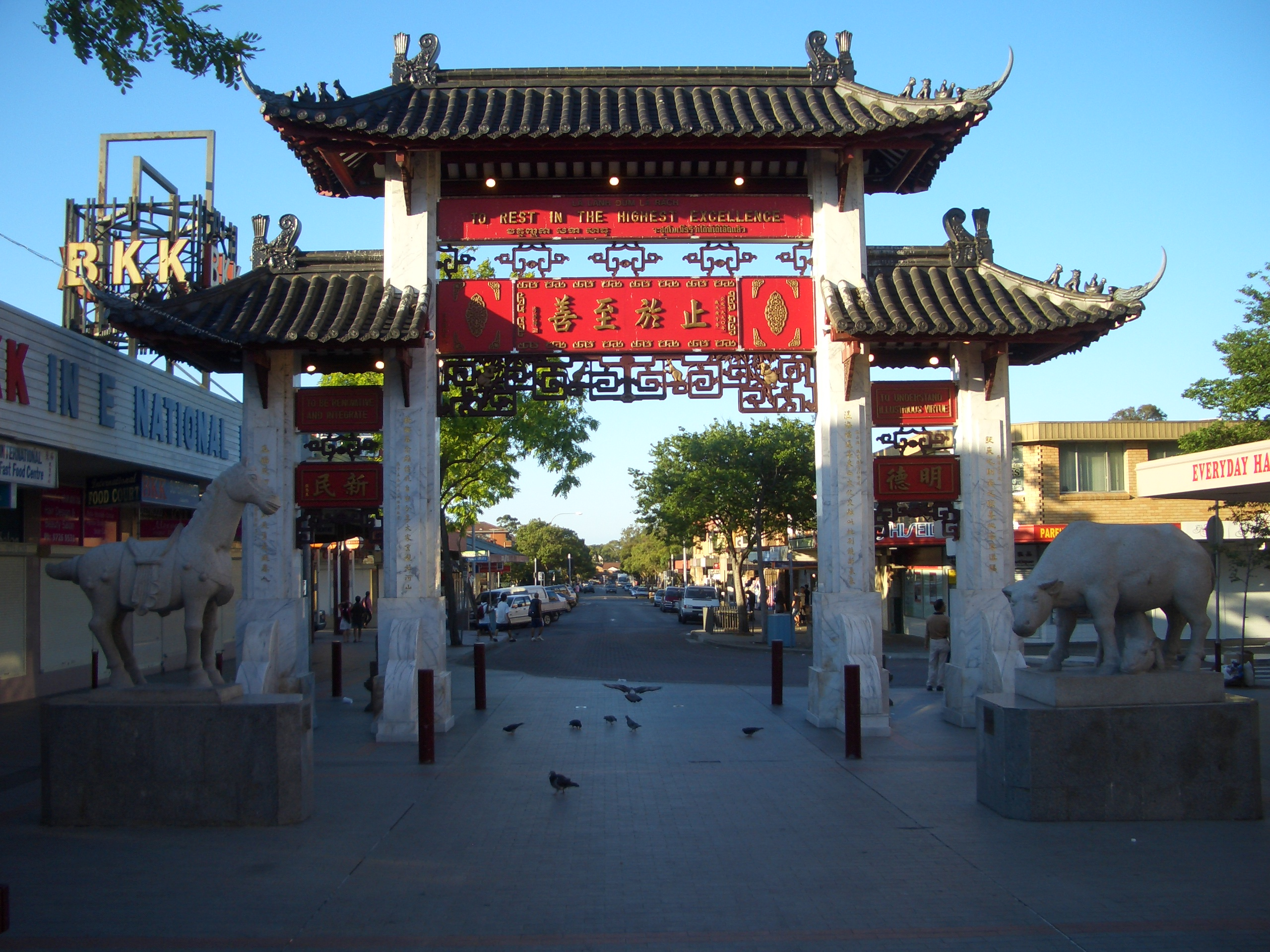
Arco de la Libertad en Cabramatta, un barrio con una gran población vietnamita

El censo también registró que el 2 % de la población de Sídney se identificó como de origen indígena y el 31,7 % nacieron en el extranjero. Las tres principales fuentes de inmigrantes son el Reino Unido, China y Nueva Zelanda, seguido por Vietnam, Líbano, India, Italia y Filipinas. La mayoría de Sídney son hablantes nativos de inglés, y muchos de ellos de un segundo idioma, siendo los más comunes el árabe —principalmente libaneses—, el chino —principalmente mandarín, cantonés o shanghainés—, y el italiano. Sídney tiene el séptimo mayor porcentaje de población nacida en el extranjero de todo el mundo, por delante de ciudades muy multiculturales como Londres y París, pero inferior a Toronto o Miami. La edad media de un residente de Sídney es de 34 años, con el 12 % de la población de más de 65 años. El 15,2 % de los residentes de Sídney poseen un nivel educativo equivalente a por lo menos un título de grado, cifra que es inferior a la media nacional del 19 %.
En dicho censo se informó, además, de que el 64 % de los residentes de Sídney se identificaron como cristianos, un 14,1 % no se identificaba con ninguna religión, el 10,4 % dejó la pregunta en blanco, el 3,9 % eran musulmanes, el 3,7 % budistas, el 1,7 % hindúes y el 0,9 % judíos.

## Gobierno

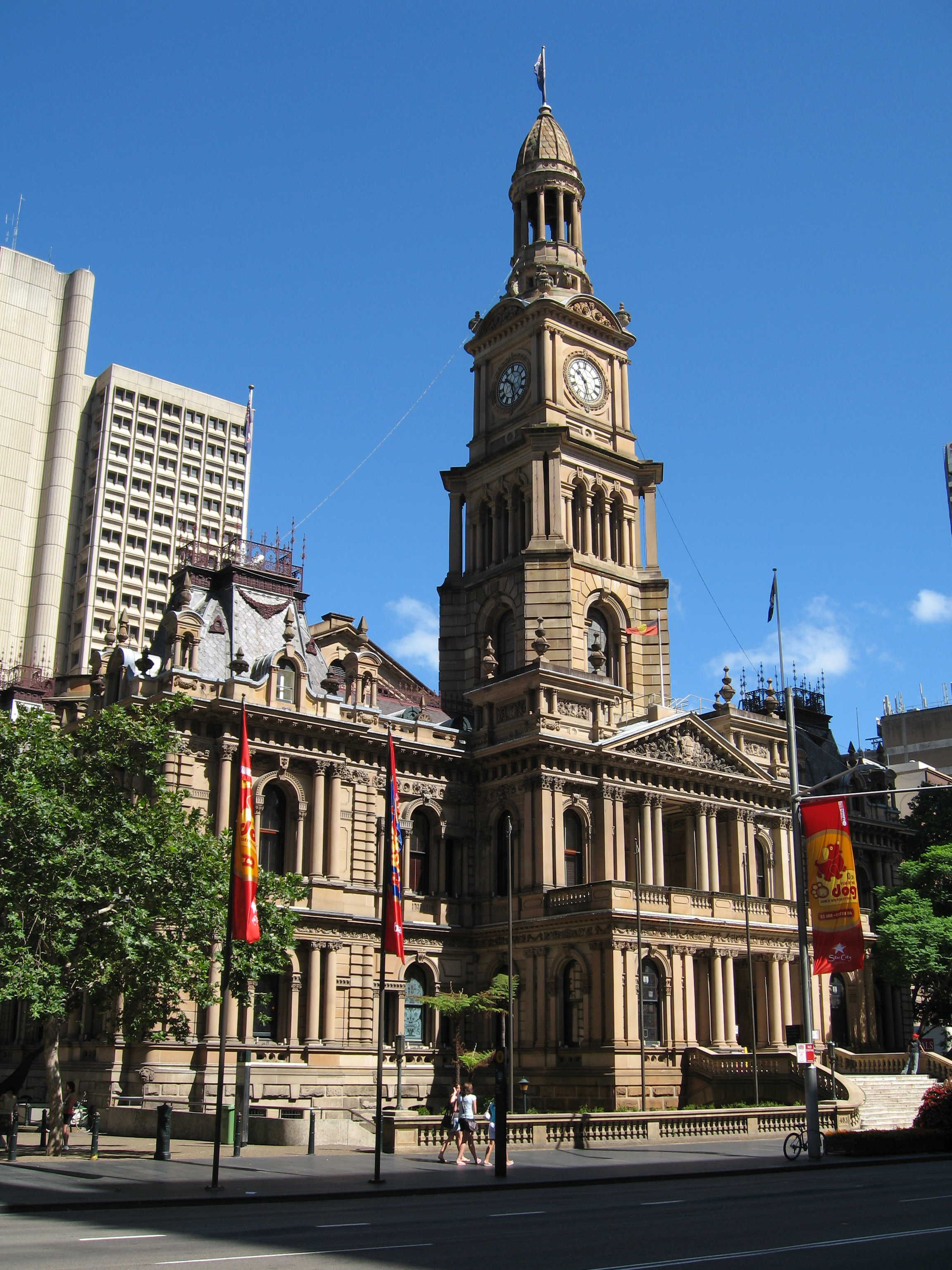
El Ayuntamiento de Sídney

Aparte del limitado papel que desempeñó el Cumberland County Council entre 1945 y 1964, nunca ha existido algún organismo gubernamental para el área metropolitana de Sídney. Esta se divide en 38 distintas áreas gubernamentales locales, que tienen concejales electos que se responsabilizan de las funciones delegadas a ellos por el Gobierno Estatal de Nueva Gales del Sur, tales como la planificación o la recogida de basura.
La Ciudad de Sídney, propiamente dicha, incluye el área central de negocios y algunos suburbios centrales colindantes, además de haberse expendido en los últimos años mediante la unión de áreas de gobierno local adyacentes como South Sydney. La Ciudad de Sídney es liderada por un alcalde electo (Lord Mayor) y un concejal. El alcalde actúa, en ocasiones excepcionales, como representante de toda la ciudad, como por ejemplo durante los Juegos Olímpicos que se celebraron en Sídney en 2000.
La mayoría de las actividades gubernamentales de la ciudad están bajo el control del gobierno estatal. Estas actividades incluyen el transporte público, control de tráfico, servicio de policía, educación por encima de niveles preescolares y proyectos de planificación de infraestructuras. Ya que una gran parte de la población de Nueva Gales del Sur vive en Sídney, el gobierno de dicho estado ha sido tradicionalmente reticente a permitir el desarrollo de cuerpos gubernamentales en la ciudad, que podría provocar un enfrentamiento con el gobierno estatal. Por esta razón, Sídney ha sido un foco para la política de los Parlamentos Federales y Estatales. Por ejemplo, los límites de las LGAs de la Ciudad de Sídney han sido alterados de manera significativa en, al menos, cuatro ocasiones desde 1945 con efectos ventajosos esperados para el partido que gobierna el Parlamento de Nueva Gales del Sur en ese momento.
Las 38 áreas gubernamentales locales que conforman Sídney son:
| - Ashfield - Auburn - Bankstown - Blacktown - Botany Bay - Burwood - Camden | - Campbelltown - Canada Bay - Canterbury - Fairfield - The Hills - Holroyd - Hornsby | - Hunter's Hill - Hurstville - Kogarah - Ku-ring-gai - Lane Cove - Leichhardt - Liverpool | - Manly - Marrickville - Mosman - North Sydney - Parramatta - Penrith - Pittwater | - Randwick - Rockdale - Ryde - Strathfield - Sutherland - Sydney - Warringah | - Waverley - Willoughby - Woollahra |

Diferentes organizaciones han variado las definiciones de los LGAs que conforman Sídney. La Asociación de Gobierno Local de Nueva Gales del Sur (Local Government Association of New South Wales) considera que todas las autoridades administrativas locales situadas totalmente en el Condado de Cumberland forman parte de su "grupo metropolitano", excluyendo a Camden (clasificada en su «grupo nacional»). La Oficina Australiana de Estadística define que una División Estadística de Sídney incluye todos estos consejos, así como, además, Wollondilly, Blue Mountains, Hawkesbury, Gosford y Wyong.

## Admiralty House
En Sídney se encuentra la Admiralty House es la residencia oficial en la ciudad, del Gobernador General de Australia. Está situada en la zona residencial Kirribilli, en la ribera norte del puerto de Sídney, (adyacente a Kirribilli House, que es la residencia en Sídney del primer ministro de Australia). Esta gran mansión de estilo italiano y arenisca ocupa una parte de la punta Kirribilli. Una vez conocida como "Wotonga", tiene vistas impresionantes a través del puerto de Sídney.

## Economía

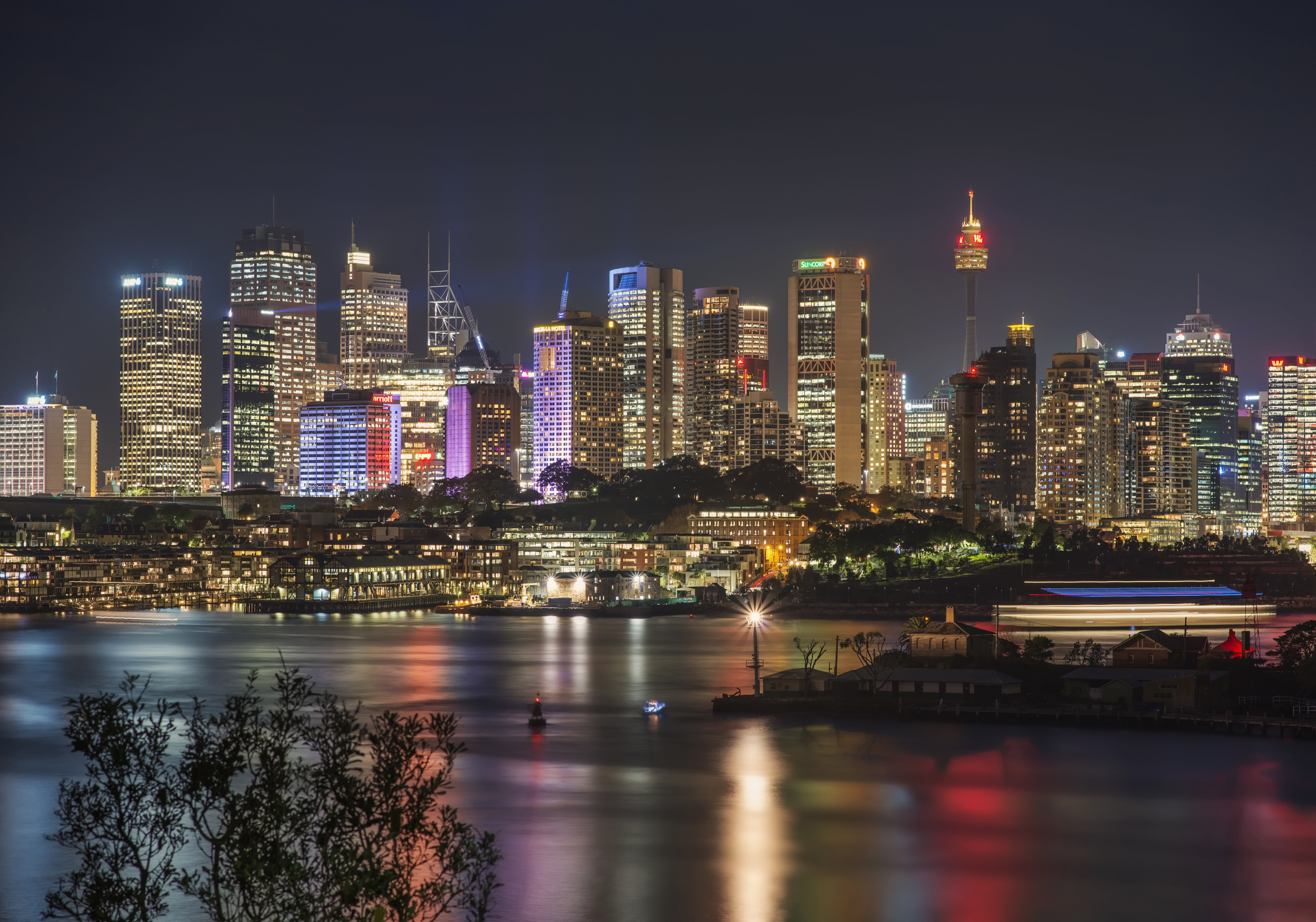
Distrito central de negocios de Sídney

Los sectores económicos más importantes de Sídney, según el número de personas empleadas, son los servicios privados y de negocios, comercio al por menor, manufacturación, sanidad y servicios comunitarios. Desde la década de 1980 los puestos de trabajo han pasado de la manufactura a los servicios y los sectores de la información. Sídney proporciona aproximadamente el 25 por ciento del PIB total del país. El Australian Securities Exchange y el Banco de la Reserva de Australia se encuentran en Sídney, así como la sede de 90 bancos, más de la mitad de las principales compañías de Australia y la sede regional de alrededor de 500 empresas multinacionales. Fox Studios Australia tiene grandes estudios cinematográficos en la ciudad. El Sydney Futures Exchange (SFE) es uno de los financieros futuros y opciones de intercambio más grandes de Asia y del Pacífico, con 64,3 millones de contratos negociados durante el año 2005. Es el 12.º mercado de futuros más grande del mundo y el 19.º más grande incluyendo opciones.
La ciudad tiene la mayor media de ingresos por hogar de cualquier ciudad importante en Australia (42 559 dólares estadounidenses según PPP). A partir de 2004, la tasa de desempleo en Sídney fue de 4,9 %. Según una encuesta sobre el costo de vida realizada por The Economist, Sídney es la decimosexta ciudad más cara del mundo, mientras que un estudio de UBS sitúa a Sídney como la 15.ª ciudad del mundo en términos de ingresos netos. El 20 de septiembre de 2007, Sídney tenía la media más alta de precios de la vivienda de cualquier ciudad capital de Australia, con 559 000 dólares. Sídney también tiene la media más alta de precios de alquiler de cualquier ciudad de Australia, con 450 dólares semanales. Un informe publicado por la OCDE en noviembre de 2005 mostró que Australia tenía el nivel de precios más alto del mundo occidental en vivienda en comparación con los rendimientos de alquiler.
Sídney recibió 7,8 millones de visitantes nacionales y 2,5 millones de visitantes internacionales en 2004.

Sídney por la noche

## Cultura
Sídney acoge diferentes festivales y algunos de los más grandes eventos sociales y culturales de Australia, entre ellos:
- el Festival de Sídney, el mayor evento cultural del país, celebrado de manera anual en enero;
- el Biennale of Sídney, creado en 1973;
- el Big Day Out, un festival de música rap con origen en Sídney;
- el Gay & Lesbian Mardi Gras, a lo largo de Oxford Street;
- el Festival de Cine de Sídney;
- otros festivales de cine menores como el cortometraje Tropfest y Flickerfest.

La Galería de Arte de Nueva Gales del Sur organiza el Premio Archibald, reconocido como el mayor premio de retrato de Australia. El Sydney Royal Easter Show se celebra cada año en el Parque Olímpico de Sídney. La final del Australian Idol tuvo lugar en la Ópera de Sídney, y la Semana de la Moda de Australia se lleva a cabo en abril/mayo. Las celebraciones de Nochevieja y del Día de Australia en Sídney son las más grandes en el país.

### Entretenimiento y artes escénicas
Sídney tiene una amplia variedad de instituciones culturales. La icónica Ópera de Sídney tiene cinco salas capaces de albergar una amplia gama de estilos de interpretación, y es la sede de la Ópera de Australia y de la Sinfónica de Sídney. Otros lugares de interés son el Ayuntamiento de Sídney, el City Recital Hall, el Teatro Estatal, el Teatro Real, el Teatro de Sídney y el Teatro Wharf.

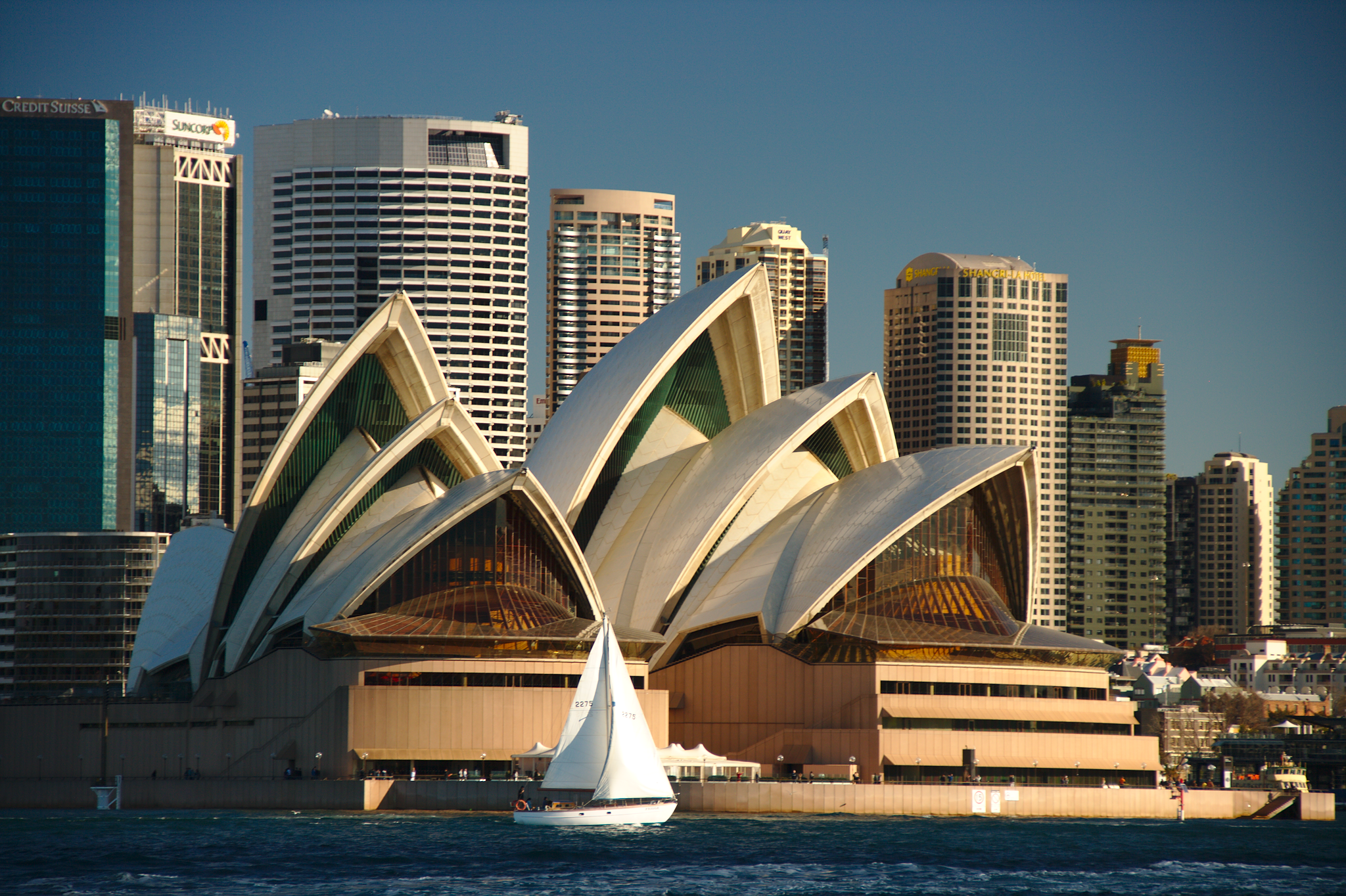
La Ópera de Sídney, vista de día

La Compañía de Danza de Sídney, bajo el liderazgo de Graeme Murphy durante finales del siglo XX, también ha ganado aclamación. La Compañía de Teatro de Sídney produce obras de teatro locales, especialmente del autor David Williamson, clásicas y de autores internacionales.
En 2007, el Nuevo Teatro celebró 75 años de continua producción en Sídney. Otras importantes compañías de teatro en Sídney incluyen la Compañía B y la Compañía de Teatro Griffin. Desde la década de 1940 hasta la década de 1970, el Sydney Push, un grupo de autores y activistas políticos cuyos miembros incluyen a Germaine Greer, influyó en la vida cultural de la ciudad.
El Instituto Nacional de Arte Dramático, con sede en Kensington, goza de fama internacional con los exalumnos Mel Gibson, Judy Davis, Baz Luhrmann y Cate Blanchett. El papel de Sídney en la industria del cine se ha incrementado desde la apertura de Fox Studios Australia en 1998. Prominentes películas se han filmado en la ciudad, como Moulin Rouge!, Misión: Imposible II, Star Wars episodios II y III, Superman Returns, Dark City, Hijo de la Máscara, Stealth: La amenaza invisible, Dil Chahta Hai, Happy Feet, Australia y The Matrix, mientras que otras películas han usado a la ciudad como escenario, entre las que se incluyen Buscando a Nemo, Strictly Ballroom, Muriel's Wedding, Our Lips Are Sealed, Independence Day y Dirty Deeds. Muchas películas de Bollywood también se han filmado en Sídney incluyendo Singh es Kinng, Bachna Ae Haseeno, Chak De la India y Heyy Babyy.
Los ambientes nocturnos más populares de Sídney se encuentran en Kings Cross, Oxford Street, Darling Harbour, Circular Quay y The Rocks, donde se ubican diferentes bares, clubes nocturnos y restaurantes. El Star City Casino es el único casino de la ciudad y se sitúa en torno a Darling Harbour. También existen varios bares, cafés y restaurantes tradicionales en zonas urbanas como Newtown, Balmain y Leichhardt. Los principales centros de música en vivo se sitúan en zonas como Newtown y Annandale, cuna de grupos como 5 seconds of summer, AC/DC, Men at Work, INXS y Midnight Oil. Otras áreas de la ciudad como Bondi, Manly, Cronulla y Parramatta, son conocidas por su vida nocturna.

### Deporte

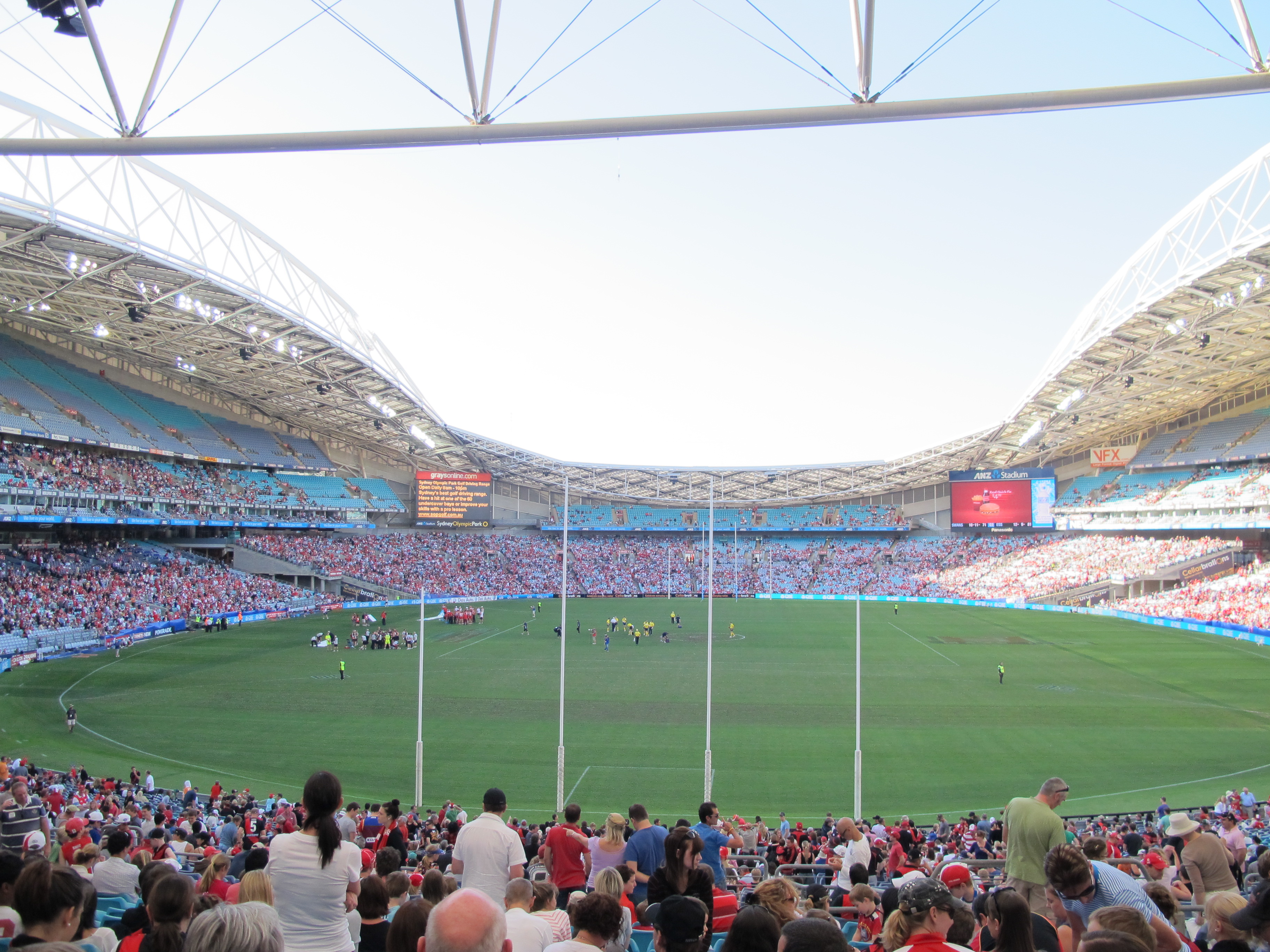
ANZ Stadium

El deporte en Sídney es una parte importante de la cultura. La zona está bien dotada de parques y accesos a los cursos de agua, además de tener muchas áreas naturales incluso dentro del centro de la ciudad. En el centro de Sídney se encuentran el Jardín Chino de la Amistad, el Hyde Park, el The Domain y el Real Jardín Botánico. El área metropolitana contiene varios parques nacionales, incluido el Royal National Park, el segundo parque nacional más antiguo del mundo.
El deporte más popular en Sídney es el rugby league. La ciudad cuenta con nueve de los dieciséis equipos de la National Rugby League. Dichos equipos son Canterbury Bulldogs, Cronulla Sharks, Manly Sea Eagles, Penrith Panthers, Parramatta Eels, South Sydney Rabbitohs, St George Illawarra Dragons, Sydney Roosters y Wests Tigers. A pesar de que la final del Mundial de Rugby League de 2008 se celebró en Brisbane, Sídney acogió ocho partidos del campeonato, incluyendo uno de semifinales.
En Sídney reside el Sydney Swans de la Australian Football League y el Sydney FC de la A-League. La ciudad está representada además por otros equipos profesionales: Sydney Spirit en la Liga Nacional de Baloncesto, Sydney Sixers y Sydney Thunder de la Big Bash League de críquet, y New South Wales Swifts de netball. Además se sede de los equipos de Nueva Gales del Sur en las competiciones Super Rugby (New South Wales Waratahs) y Sheffield Shield (New South Wales Blues).
Grandes eventos deportivos, tales como la final de la National Rugby League, se celebran periódicamente en el ANZ Stadium, el principal estadio de los Juegos Olímpicos de Sídney 2000. En las instalaciones del Sydney Polo Club se disputó el Campeonato Mundial de Polo de 2017.
Otros acontecimientos en la ciudad son el inicio de la Regata Sídney-Hobart, la carrera de caballos Golden Slipper Stakes, y la carrera City to Surf. En Sídney se celebra también uno de los circuitos principales de los deportes de motor de Australia, el Eastern Creek.
| Predecesor: Atlanta | Ciudad Olímpica 2000           | Sucesor: Atenas   |
| Predecesor: Londres | Ciudad de la Mancomunidad 1938 | Sucesor: Auckland |

### Medios de comunicación
Sídney tiene dos principales diarios. The Sydney Morning Herald es un periódico de gran formato, y es el periódico de la ciudad que abarca una amplia cobertura de noticias nacionales e internacionales, de cultura y economía. También es el periódico más antiguo existente en Australia, habiendo sido publicado regularmente desde 1831. El competidor del Herald, The Daily Telegraph, es una propiedad de News Corporation. También existen el Sun-Herald, el Sunday Telegraph y el Australian Financial Review.

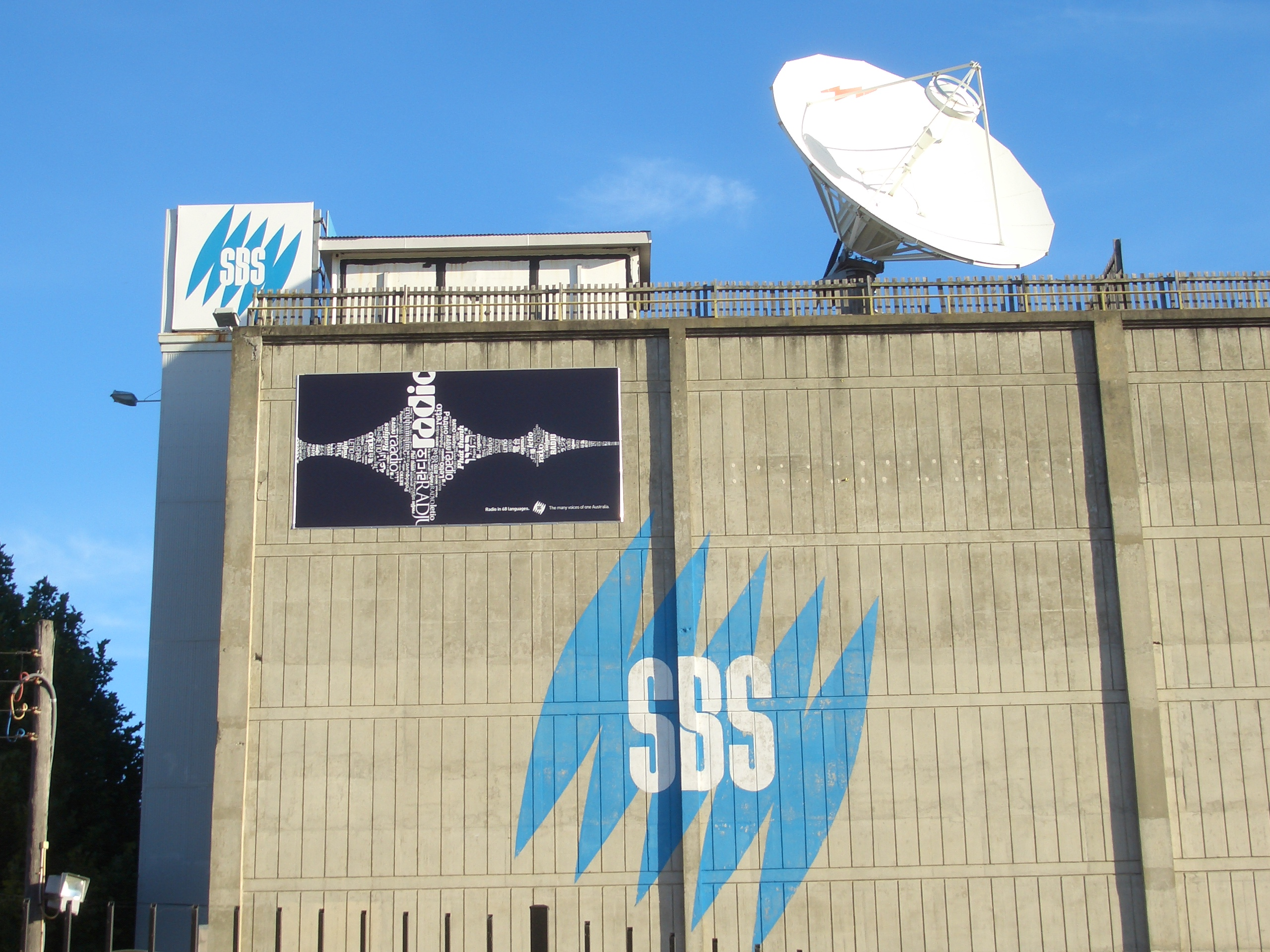
Estudios de la SBS en Artamon

Las cuatro redes de televisión comercial (Seven, Nine, Ten) y TVS, así como los servicios de radiodifusión del gobierno nacional (ABC y SBS) tienen presencia en Sídney. Históricamente, las redes han estado basadas en los barrios del norte, pero en la última década varias de ellas se han trasladado al centro de la ciudad. Nine ha mantenido su sede al norte del puerto, en Willoughby. Ten tiene sus estudios en una sección reurbanizada en el barrio de Pyrmont, en el centro, al igual que Seven. ABC tiene una gran sede en el barrio de Último, y SBS tiene sus estudios en Artarmon. Foxtel y Optus suministra la televisión de pago sobre sus servicios de cable a la mayor parte de la zona urbana. Las cinco redes gratuitas han proporcionado las transmisiones de televisión digital en Sídney desde enero de 2000. Los servicios adicionales introducidos recientemente incluyen el segundo canal de la ABC (Canal 22), el servicio de noticias mundiales de SBS, SBS2 (Canal 33), un canal de noticias, deportes y el tiempo (Canal 41), ChannelNSW: información pública y gubernamental (Canal 45), Australian Christian Channel (Canal 46), MacquarieBank TV (Canal 47), SportsTAB (Channel 48), y Expo Home Shopping (Canal 49), entre otros.
Muchos servicios de radio AM y FM emiten en Sídney. La estación local de radio de la ABC es la 702 ABC Sydney (anteriormente 2BL). El género talk radio está dominado por 2GB y 2UE, mientras que las estaciones de música popular son Triple M, 2Day FM y Nova 96.9, enfocadas a personas de menos de 40 años. Vega y MIX 106.5 se centra en los grupos de 25 a 54 años, mientras que WS-FM en los de 40 a 54 años con su música de la década de los 70 y 80. Triple J (nacional), 2SER y FBi Radio proporcionan un sonido más alternativo, local e independiente.

## Educación

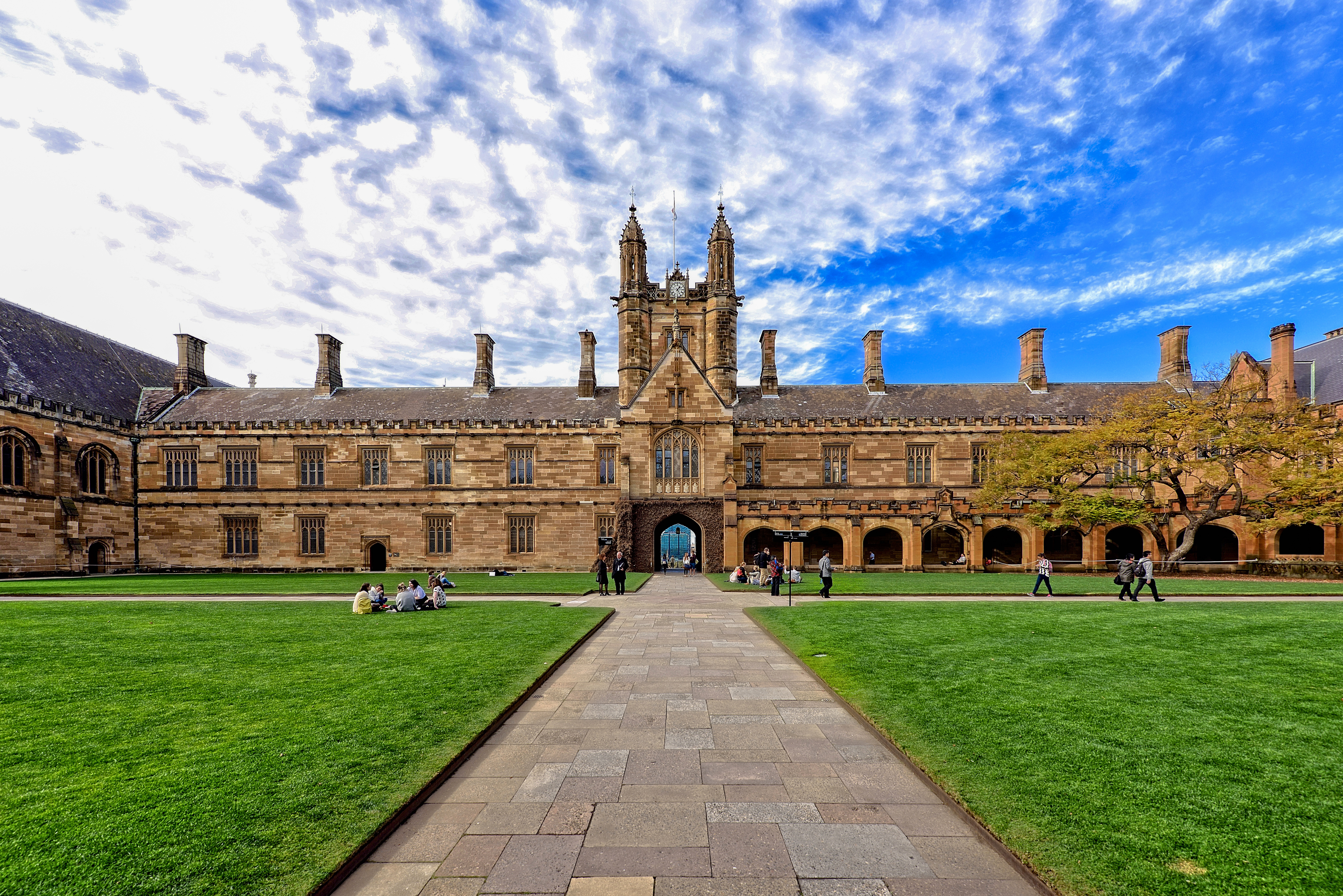
La Universidad de Sídney, fundada en 1850, es la universidad más antigua de Australia.

Sídney cuenta con algunas de las universidades más destacadas de Australia, entre las que se incluyen la Universidad de Sídney, fundada en 1850, es la universidad más antigua de Australia. Hay otras cinco universidades públicas que operan principalmente en Sídney: Universidad de Nueva Gales del Sur, Universidad de Macquarie, Universidad de Tecnología de Sídney, Universidad Católica Australiana, y Universidad de Western Sydney. Otras universidades son la Universidad de Notre Dame Australia y la Universidad de Wollongong. Las universidades en Sídney tienen gran fama mundial por su calidad; La universidad de Sídney y la Universidad de Nueva Gales del Sur (UNSW) están similarmente ubicadas dentro de las 50 mejores universidades del mundo, la universidad Tecnológica de Sídney está ubicada en el puesto 193 y Macquarie en el puesto 237 según QS
Existen cuatro institutos del TAFE (enseñanza técnica y superior) a lo largo de la ciudad, que ofrecen formación profesional a un nivel superior: el Instituto de Tecnología de Sídney, el Instituto del Norte de Sídney del TAFE, el Instituto de Western Sydney del TAFE y el Instituto de South Western Sydney del TAFE.
Sídney tiene escuelas estatales, parroquiales y públicas. Las escuelas públicas, incluidos los centros de educación preescolar, las escuelas primarias y secundarias, y las escuelas especiales, son administradas por el Ministerio de Educación y Formación de Nueva Gales del Sur. Hay cuatro áreas educativas administradas por el estado en la ciudad, que juntas coordinan con las 919 escuelas. De las 30 escuelas selectivas del estado, 25 se encuentran en Sídney.

## Sitios turísticos

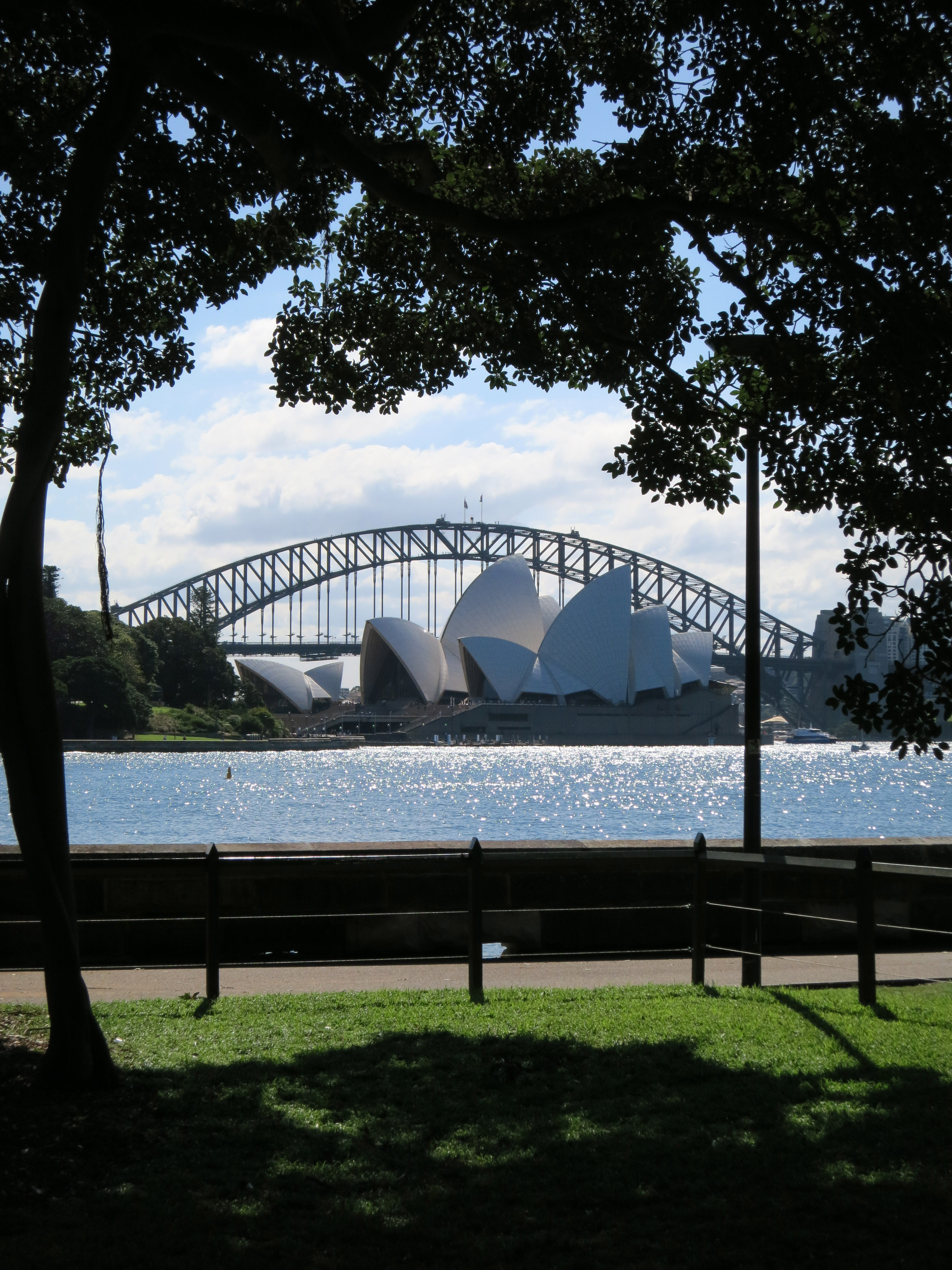
Vista del Harbour Bridge y Opera House de Sydney.

- Vista del Harbour Bridge y Opera House de Sydney.Casa del Almirantazgo: (en inglés: Admiralty House)[53] es la residencia oficial en Sídney del Gobernador General de Australia.[65] Está situada en la zona residencial Kirribilli, en la ribera norte del puerto de Sídney, (adyacente a Kirribilli House, que es la residencia en Sídney del primer ministro de Australia). Esta gran mansión de estilo italiano y arenisca ocupa una parte de la punta Kirribilli. Una vez conocida como «Wotonga», tiene vistas impresionantes a través del puerto de Sídney.
- Sydney Opera House (Ópera de Sídney): la Ópera de Sídney fue construida en 1973. El edificio tiene una estructura orgánica muy famosa en forma de ‘velas’ con azulejos blancos. La ópera tiene una sala grande para conciertos, una sala para ópera y otras salas más pequeñas.
- Sydney Harbour Bridge (Puente del puerto de Sídney): el puente fue construido en 1932 y es el primer puente del puerto. Fue el puente de un solo arco más largo del mundo. Se puede subir con un guía.
- The Rocks (Las Rocas): el barrio más antiguo de Sídney. Hay edificios históricos renovados, galerías de arte, pubs, restaurantes, cafés y tiendas turísticas. El Museum of Contemporary Art (Museo de Arte Contemporáneo) está en este barrio y tiene una colección de arte contemporáneo australiano e internacional. Es el barrio más europeo de la ciudad.
- Las Playas de Sídney son muy famosas. Las más famosas –y más populares– son Bondi y Manly. Sídney tiene más de 50 playas e influyen en la cultura de la ciudad. Unas playas son muy visitadas, con parques, paseos, surf, barbacoas, mercados, restaurantes y tiendas; sin embargo, otras son aisladas y tranquilas.
- Chinatown (barrio chino) está en el sur del centro de la ciudad y es el centro cultural para la comunidad china en Sídney. Esta comunidad ha vivido en esta parte de la ciudad desde el siglo XVIII. Hoy en día, no es un centro residencial sino un centro cultural y comercial. Hay además muchas empresas de otras partes de Asia. Muchas personas de origen chino viven en otras partes de Sídney, como Chatswood, Strathfield y Hurstville (estos barrios también tienen centros comerciales chinos). En el Barrio Chino, el gran mercado que se llama Paddy’s Market es un centro de actividad los fines de semana.
- Paddington es un hermoso barrio situado a tres kilómetros al este del centro de Sídney. En él se pueden encontrar muchas casas victorianas y un interesante mercado los sábados. En la calle Oxford Street hay muchas tiendas de moda y galerías de arte independientes.
- Darling Harbour ("Puerto de Darling") es un puerto de la ciudad. Hoy en día es un sitio turístico popular, con restaurantes, bares, tiendas y parques. También hay conciertos y otros eventos públicos. Sitios interesantes incluyen el jardín chino, el National Maritime Museum (Museo Marítimo Nacional) y Sydney Aquarium (Acuario de Sídney).
- La Universidad de Sídney fue fundada en 1850 y es la universidad más antigua de Australia. Tiene más de 43 000 estudiantes y varios edificios antiguos de piedra de estilo gótico.
- Art Gallery of New South Wales (Galería de Arte de Nueva Gales del Sur) es la galería más antigua de arte de Sídney y tiene una importante colección de arte australiano de los siglos XVIII, XIX y XX. También hay colecciones de arte asiático, europeo, internacional y aborigen.
- Parque Olímpico está a 20 kilómetros al oeste de la ciudad. Es donde se celebraron los Juegos Olímpicos de 2000. Los estadios y edificios deportivos se encuentran en este lugar. Después de los Juegos Olímpicos la actividad en la zona ha decaído.
- Newtown es un barrio a tres kilómetros al sur del centro de la ciudad. Es un barrio mezclado muy interesante y alternativo. Su calle principal que se llama King Street tiene tiendas y muchos restaurantes étnicos. Se estima que King Street tiene más de 30 restaurantes tailandeses.
- Kings Cross en un barrio a un kilómetro al este del centro de la ciudad. Es el barrio rojo (zona roja) de la ciudad, pero también hay bares y cafés. Hay albergues populares pensados para jóvenes turistas.
- Royal Botanic Gardens (Jardines Botánicos Reales) tiene muchos ejemplares de árboles y plantas australianos y de otros países. El lugar de emplazamiento de los jardines, en una bahía del puerto, es de una gran belleza, y desde el mismo hay excelentes vistas de la ciudad, el Palacio de la Ópera y el Puente.
- Hyde Park es un parque de tamaño medio y está en el centro de la ciudad. Es muy popular entre los trabajadores de la ciudad.
- Centennial Park (Parque del Centenario) es un gran parque en el este de Sídney, muy cerca de Paddington. Este tiene muchos aspectos como el campo. Se puede ver allí algunas animales naturales, y se puede hacer muchas actividades.
- Taronga Zoo es el principal zoológico de la ciudad. Ubicado en Mosman, a 15 minutos en ferry desde Circular Quay, posee una completa colección de animales de Asia, África y Australia.
- Catedral de Santa María es la catedral católica de la ciudad. Un imponente e impresionante edificio neogótico situado en el margen oriental de Hide Park, sede de la Arquidiócesis de Sídney y que no fue finalizado hasta el año 2000 tras tres catedrales destruidas en el siglo XIX.
- Australian Museum (Museo Australiano) es el museo más antiguo en Australia, con una reputación internacional en los ámbitos de la historia natural y antropología. Además de exposiciones, el museo también está involucrado en la investigación de estudios y programas de las comunidades indígenas.

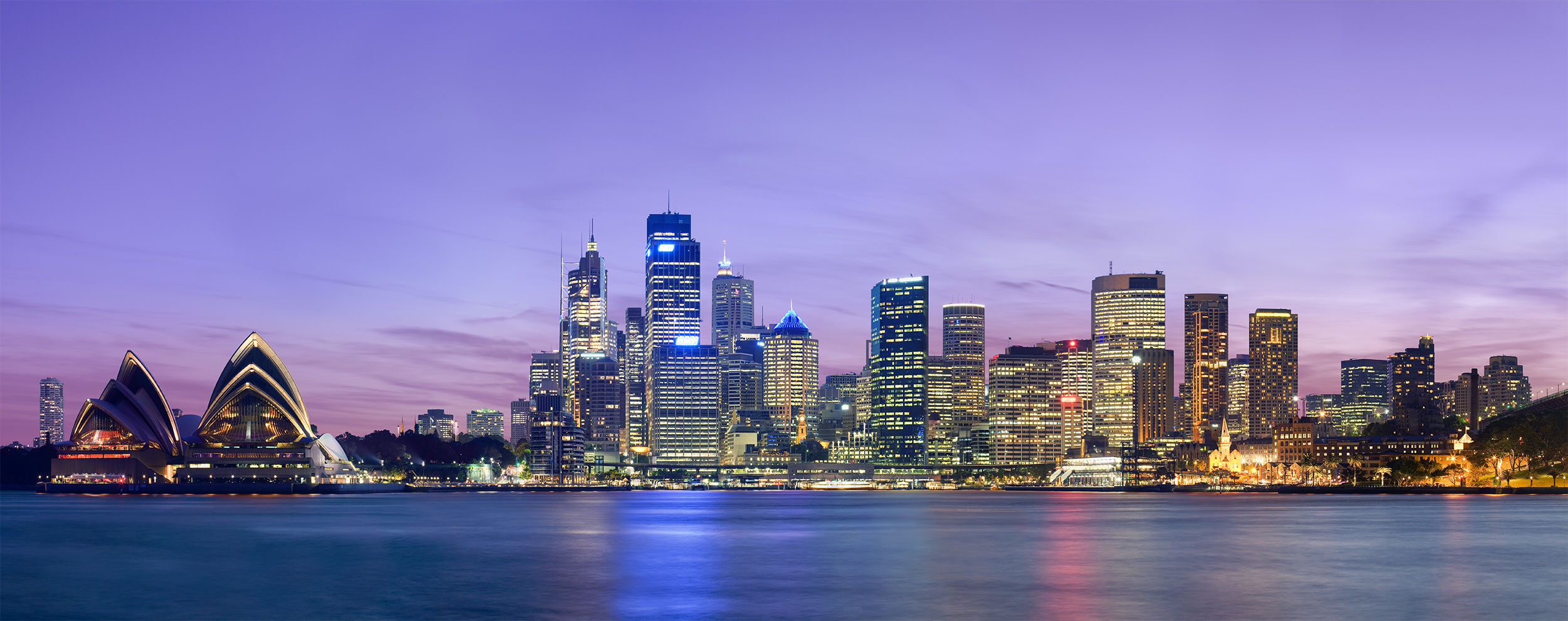
Panorámica de Sídney

## Otros datos de interés
La ciudad tiene aproximadamente cuatro millones de habitantes. La mayoría es de origen británico o irlandés. Muchos asiáticos viven también en esta ciudad, en particular en el barrio chino. Sídney no es la capital de Australia, pero es la capital de Nueva Gales del Sur y el centro financiero y corporativo del país.
Botany Bay (en Sídney), fue el lugar donde arribaron los primeros barcos europeos en 1788. Antiguamente la ciudad era una colonia penitenciaria británica.
Sídney tiene la Ópera de Sídney que es una de las obras más famosas de la arquitectura contemporánea. El Puente de la Bahía, con un único arco de 500 metros de largo, es el otro símbolo de la ciudad.

## Infraestructura

### Sistema de salud
Los servicios de salud en Sídney se entregan a través de una mezcla de los sistemas públicos y privados, financiados por el gobierno (de los ingresos fiscales) y el seguro de salud privado. El gobierno de Nueva Gales del Sur, en particular, el Ministerio de Salud, opera varios grandes hospitales públicos de la región metropolitana de Sídney. La gestión de estos hospitales y otros centros de salud especializados es coordinada por los ocho distritos metropolitanos de salud locales (LHD, por sus siglas en inglés).

### Transporte público
Sídney cuenta con una extensa red de transporte público que incluye tren, tranvía, buses, metro y ferries.

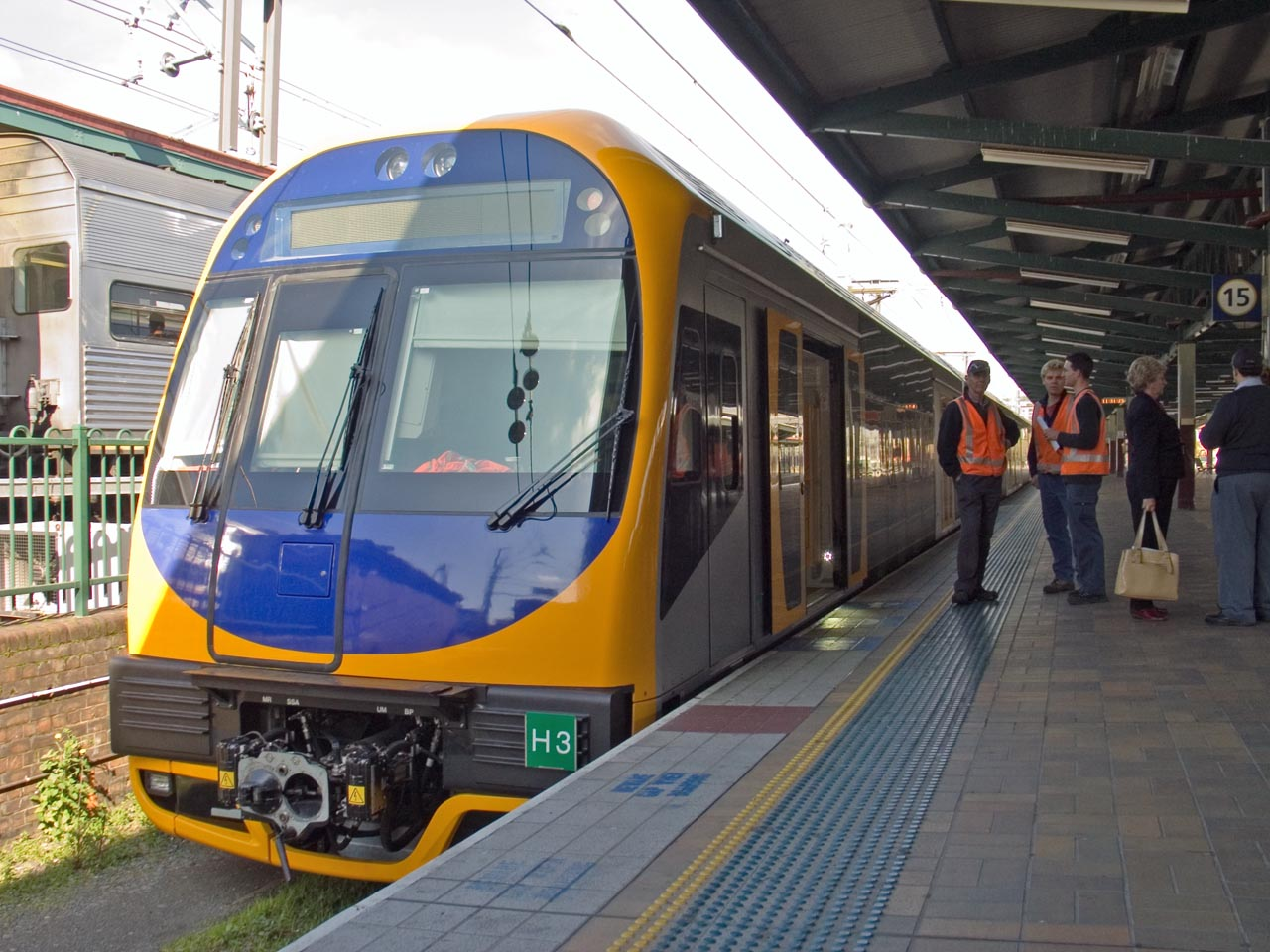
Tren CityRail (Sydney Trains) de la estación principal

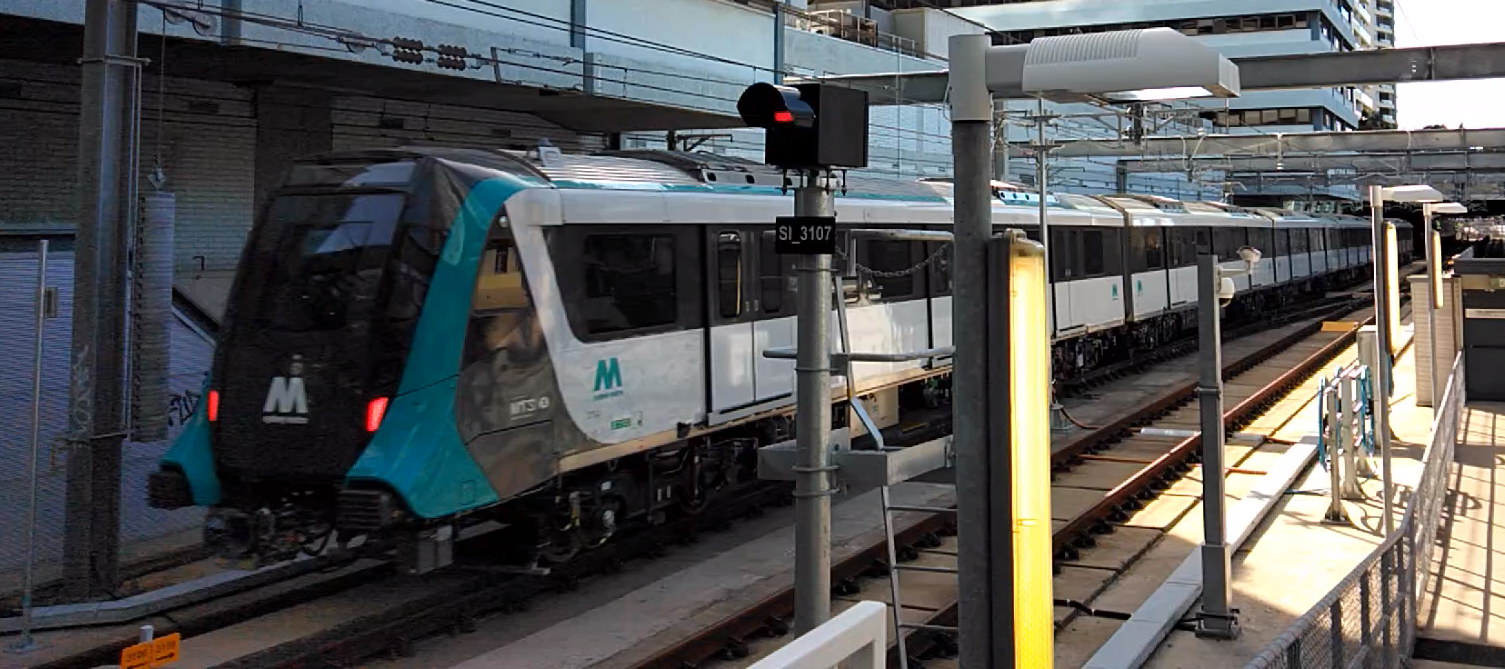
Metro de Sídney en la estación de Chatswood

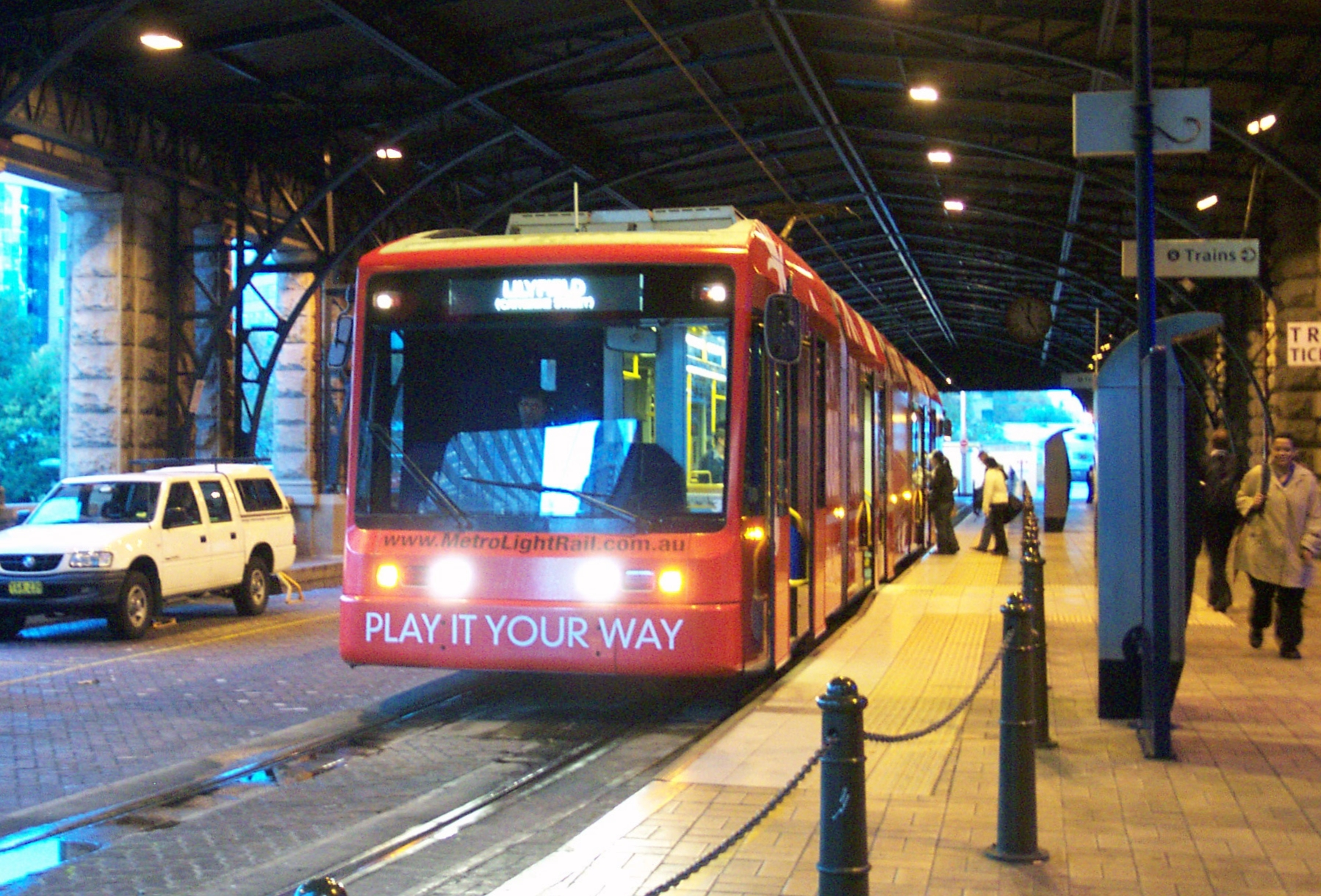
Tranvía

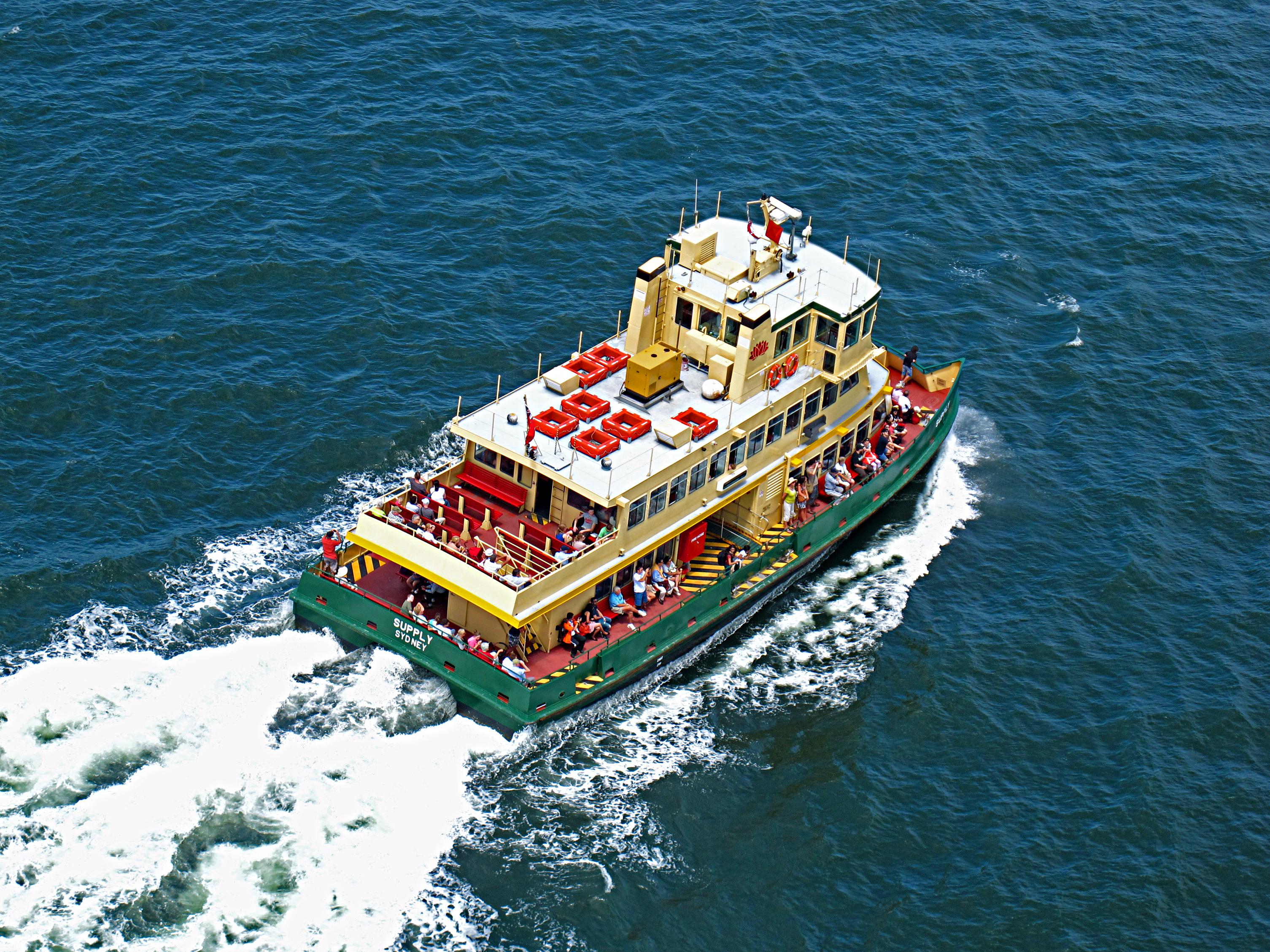
Ferry navegando por Sydney Cove

#### Ferrocarril
La Estación Central es la principal estación para viajar desde y hacia Sídney.

### Tren
CityRail (Sydney Trains) es el servicio de tren suburbano que conecta Sídney con sus suburbios y otras ciudades del estado de Nueva Gales del Sur. La Estación Central (Central Station) es el principal nodo ferroviario de la ciudad, desde donde parten y arriban trenes metropolitanos e interurbanos que forman parte de la red de Sydney Trains y NSW TrainLink.

### Metro
El Metro de Sídney (Sydney Metro) es un sistema de trenes automatizados y sin conductor, considerado el primer metro completamente automatizado de Australia. Su primera línea, conocida como Metro North West, fue inaugurada en mayo de 2019 y conecta Tallawong, en los suburbios del noroeste, con Chatswood. El sistema está en plena expansión con la construcción de la línea City & Southwest, que extenderá la red hacia el centro financiero (CBD) y el suroeste hasta Bankstown. También se encuentran en desarrollo las líneas Western Sydney Airport y Western Sydney Metro, que ampliarán aún más la cobertura del sistema. Una vez completado, se prevé que el metro contará con más de 30 estaciones y más de 60 kilómetros de vías.

#### Transbordadores
El embarcadero de Circular Quay conecta por mar Sídney con diversos destinos:
- Wharf 2: Taronga Zoo
- Wharf 3: Manly
- Wharf 4: Neutral Bay, Watsons Bay
- Wharf 5: Woolwich y Balmain, Parramatta, Darling Harbour…

#### Monorriel
El Metro Monorail fue inaugurado en 1988. Recorría un circuito cerrado que pasaba por Darling Harbour y el centro de la ciudad. Dejó de funcionar en junio de 2013 y fue desmantelado poco tiempo después.

#### Estadísticas de transporte público
El promedio de tiempo que las personas pasan en transporte público en Sídney, por ejemplo desde y hacia el trabajo, en un día de la semana es de 82 min., mientras que el 31 % de las personas pasan más de 2 horas todos los días. El promedio de tiempo que las personas esperan en una parada o estación es de 13 min., mientras que el 18 % de las personas esperan más de 20 minutos cada día. La distancia promedio que la gente suele recorrer en un solo viaje es de 9 km, mientras que el 21 % viaja por más de 12 km en una sola dirección.

## Relaciones internacionales

### Oficinas diplomáticas
No hay embajadas en Sídney porque no es la capital de Australia. No obstante, 69 países tienen representaciones consulares en la ciudad. Los países de habla hispana con oficinas diplomáticas en Sídney son: Argentina, Bolivia, Chile, Colombia, Costa Rica, Cuba, Ecuador, España, Honduras, México, Perú, República Dominicana, Guatemala y Uruguay.

### Ciudades hermanadas
Sídney está hermanada con las siguientes ciudades, ordenadas por fecha de hermanamiento:
| Ciudades con un Acuerdo de Hermanamiento a Sídney | Ciudades con un Acuerdo de Hermanamiento a Sídney | Ciudades con un Acuerdo de Hermanamiento a Sídney |
| ------------------------------------------------- | ------------------------------------------------- | ------------------------------------------------- |
| Atlanta, Estados Unidos                           | Mendoza, Argentina                                | Nagoya, Japón (1980)                              |
| Chicago, Estados Unidos                           | Caracas, Venezuela                                | Auckland, Nueva Zelanda                           |
| San Francisco, Estados Unidos (1968)              | Bogotá, Colombia                                  | Wellington, Nueva Zelanda (1982)                  |
| Montreal, Canadá                                  | Corrientes, Argentina                             | Londres, Reino Unido                              |
| Portsmouth, Reino Unido (1984)                    | Cantón, China (1985)                              | Florencia, Italia (1986)                          |
| Ciudad de México, México                          | Tepic, México                                     | Florencia, Italia (1986)                          |

Además, ha firmado acuerdos de colaboración con las siguientes ciudades:
| Acuerdos de Colaboración con Sídney |
| ----------------------------------- |
| París, Francia                      |
| Río de Janeiro, Brasil              |
| Tokio, Japón                        |
| Guadalajara, México                 |

| Predecesor: París | Sede de las Sesiones del Comité del Patrimonio de la Humanidad 1981 | Sucesor: París |